# Xinjing (sockenhuvudort i Kina, Guizhou Sheng, lat 28,89, long 108,30)
Xinjing (kinesiska: 新景, 新景乡) är en sockenhuvudort i Kina. Den ligger i provinsen Guizhou, i den sydvästra delen av landet, omkring 300 kilometer nordost om provinshuvudstaden Guiyang. Antalet invånare är 12 748. Befolkningen består av 6 203 kvinnor och 6 545 män. Barn under 15 år utgör 31 %, vuxna 15-64 år 58 %, och äldre över 65 år 9,0 %.